# جمهورية قرغيزستان الاشتراكية السوفيتية
جمهورية قيرغيزستان الاشتراكية السوفيتية (بالقيرغيزية:Кыргыз Советтик Социалисттик Республикасы ؛ وبالروسية:Киргизская Советская Социалистическая Республика)، معروفة باسم قيرغيزستان، واحدة من جمهوريات الاتحاد السوفيتي الخمسة عشر وعاصمتها فرونزي.

## تاريخ
في 14 أكتوبر 1924، تم إنشاء منطقة كارا-قيرغيز ذاتية الحكم داخل جمهورية روسيا الاتحادية الاشتراكية السوفيتية. تم تحويل المنطقة إلى جمهورية قيرغيزستان السوفيتية الاتحادية الاشتراكية ذاتية الحكم في 1 فبراير 1926 وأصبحت الجمهورية مكونة للاتحاد السوفيتي 5 ديسمبر 1936، خلال المرحلة الأخيرة من ترسيم الحدود بين الجمهوريات داخل أراضي الاتحاد السوفيتي.

## الاستقلال
أنهى تفكك الاتحاد السوفيتي جمهورية قيرغيزستان الاشتراكية السوفيتية. فتم تغيير اسم الجمهورية من طرف مجلس السوفيت الأعلى لقيرغيزستان، والتي أصبحت جمهورية قيرغيزستان في ديسمبر عام 1990. وبعد ذلك، في 31 أغسطس 1991، أعلن نفس المجلس استقلال الجمهورية.

## أعلام
- روبرت ريختر
- شيرزود شاكيروف